# Laguna Tonchek
La laguna Tonchek o Toncek es un pequeño cuerpo de agua ubicado en el departamento Bariloche, en la provincia de Río Negro, Argentina.

## Características
Se ubica en el cerro Catedral, entre la parte norte y la sur, a una altitud de 1700 metros sobre el nivel del mar. Tiene un kilómetro de longitud, 18 metros de profundidad y 8 hectáreas de superficie. Sus aguas son de color verde. Recibe los aportes del arroyo Van Titter, que se origina en la laguna Schmoll. Las aguas continúan a través de dicho arroyo y desembocan en el lago Gutiérrez.

## Turismo
La laguna está dentro del parque nacional Nahuel Huapi. Frente a ella se encuentra el Refugio Emilio Frey, que ofrece alojamiento. Existen además senderos de trekking que pasan por la margen derecha de la laguna, que son de los más transitados del parque.
Anualmente, la laguna al congelarse se transforma en una pista de patinaje. Dicha actividad ha sido cuestionada por la Administración de Parques Nacionales, por falta de estándares de seguridad.